# Nigar Camal
Nigar Camal (azer. Nigar Aydin qizi Jamal Mutallibzadeh), występująca jako Nikki lub Nikki Jamal (ur. 7 września 1980 w Baku) – azerska piosenkarka popowa. Zwyciężczyni 56. Konkursu Piosenki Eurowizji (2011).

## Życiorys
Zaczęła śpiewać w wieku pięciu lat. W latach 1985–1986 była solistką muzycznego zespołu dziecięcego. Uczyła się w szkole muzycznej w klasie fortepianu, a podczas nauki w szkole muzycznej w latach 1988–1995 skomponowała pierwsze piosenki. W wieku 16 lat występowała na azerskim konkursie wokalnym „Pöhrə”. W 1997 zaczęła naukę na Uniwersytecie Chazarskim na wydziale ekonomii i zarządzania. 

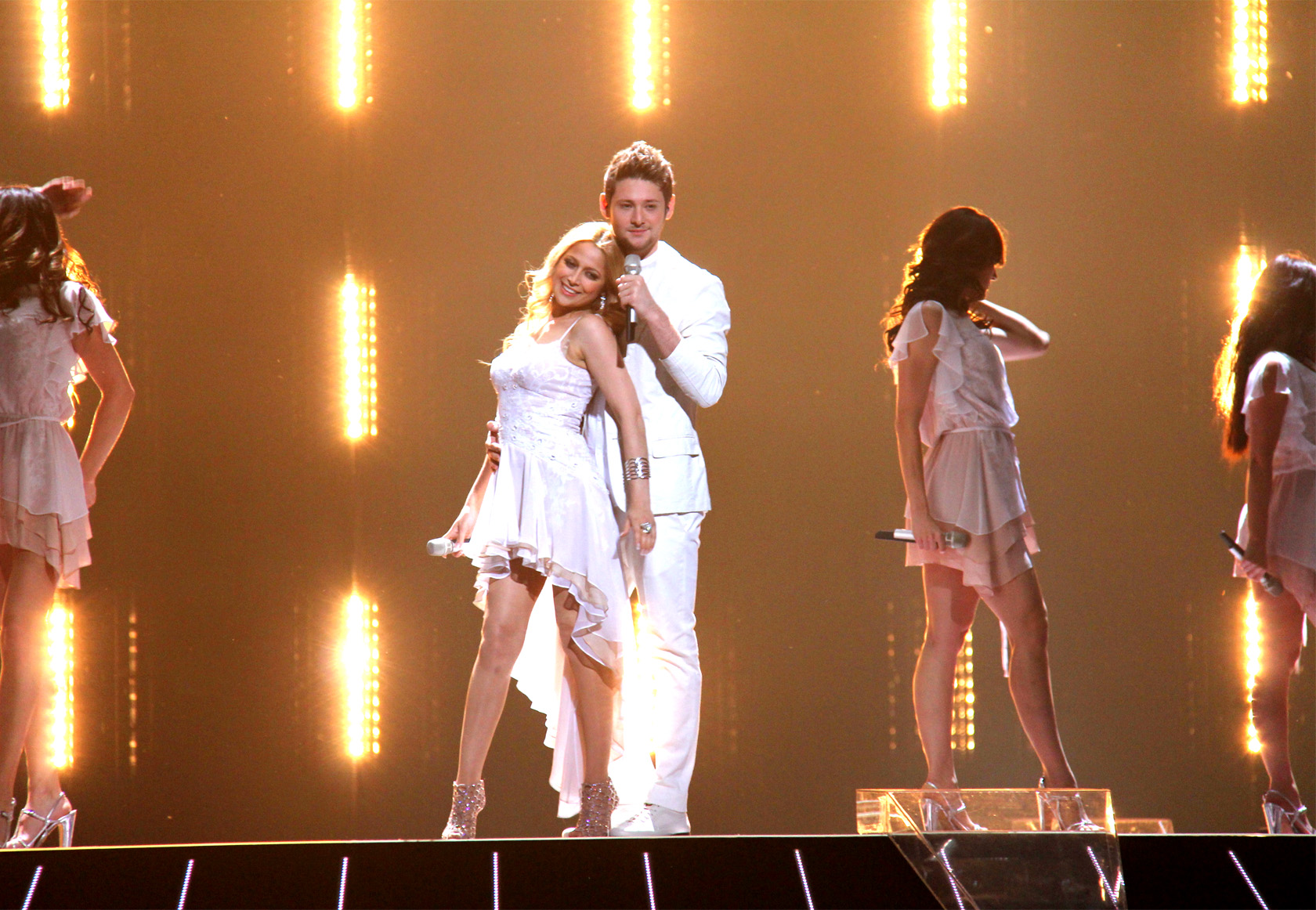
Camal i Eldar Qasımov podczas występu w 56. Konkursie Piosenki Eurowizji (2011)

W grudniu 2010 została ogłoszona uczestniczką programu rozrywkowego Milli seçim turu 2011, a w lutym 2011 zwyciężyła w finale konkursu razem z Eldarem Qasımovem, dzięki czemu wspólnie zostali reprezentantami Azerbejdżanu z utworem „Running Scared” w 56. Konkursie Piosenki Eurowizji w Düsseldorfie. 14 maja wspólnie zwyciężyli w finale Eurowizji po zdobyciu łącznie 221 punktów. W wywiadzie, udzielonym po finale konkursu magazynowi „The Sun”, przyznała, że planowała wziąć udział nie w Konkursie Piosenki Eurowizji, ale w przesłuchaniach do programu The X Factor, jednak za późno zgłosiła kandydaturę do talent show. Po finale poczta Azerbejdżanu wydała znaczek pocztowy z wizerunkiem Camal i Qasımova. Po zwycięstwie w finale konkursie ruszyła z Qasımovem w europejską trasę promocyjną (wystąpili m.in. podczas koncertu Hity Na Czasie w Inowrocławiu), a we wrześniu zagrała w jednym z odcinków serialu komediowego Yahşi cazibe. 1 grudnia wydała singiel „Crush on You”.

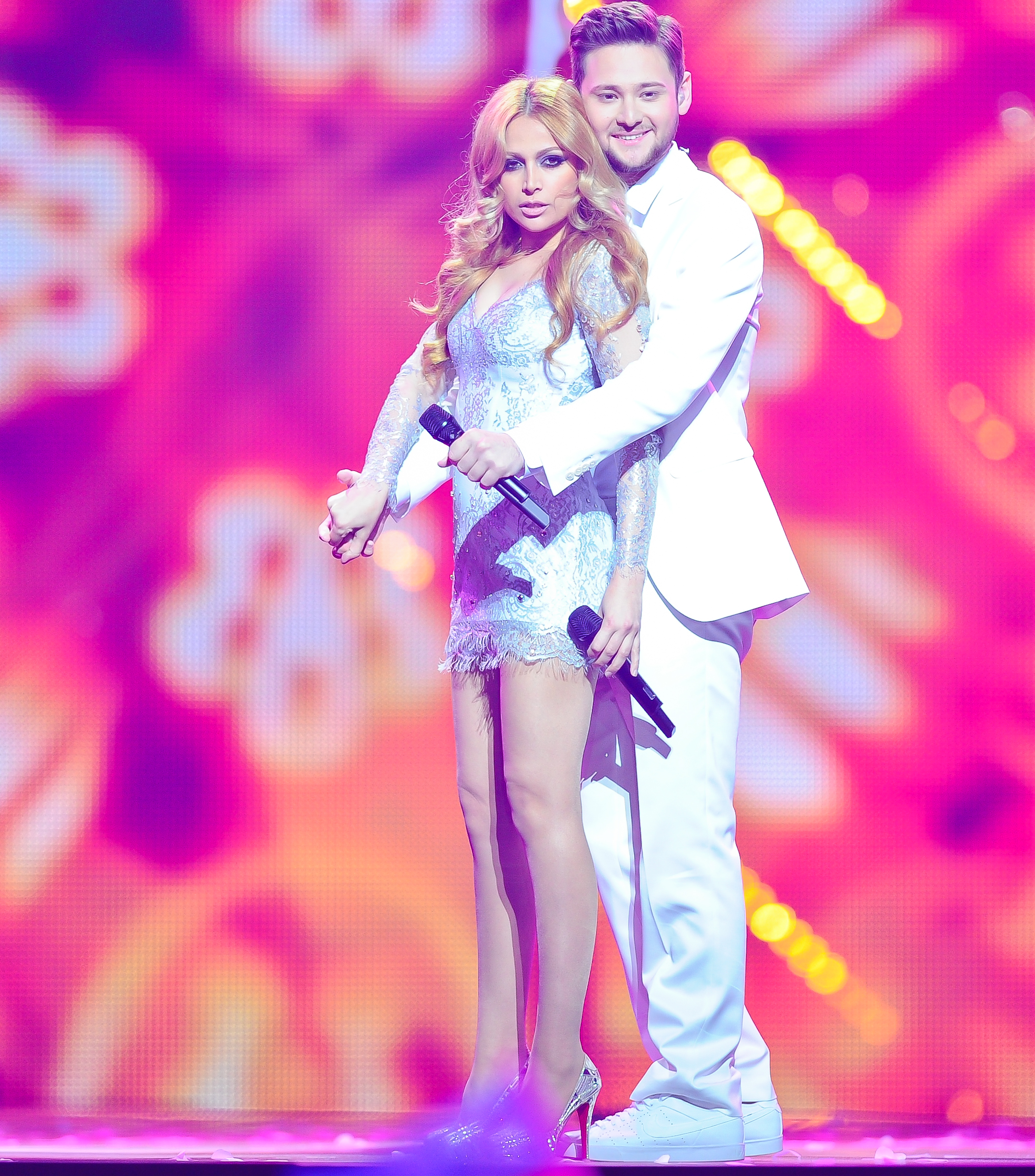
Ell i Nikki podczas występu w 57. Konkursie Piosenki Eurowizji (2012)

W 2012 była jedną z jurorek w duńskich selekcjach do 57. Konkursu Piosenki Eurowizji. W maju wystąpiła dwukrotnie podczas Eurowizji 2012: w drugim półfinale wykonała w duecie z Qasımovem piosenkę „Waterloo”, a w finale – zwycięski utwór „Running Scared”. Również w 2012 nagrała piosenkę „Qal” w duecie z Mirim Yusifem oraz „Come Into My World” z Dimą Biłanem. 11 sierpnia wydała debiutancki album studyjny pt. Play With Me, nad którym współpracowała z duńskim kompozytorem Boe Larsenem. Na początku 2014 została jurorką w tureckiej wersji formatu The X Factor, którą wygrał jej podopieczny. 19 lutego 2022 wystąpiła z Eldarem Qasımovem jako gość muzyczny w programie Tu bije serce Europy! Wybieramy hit na Eurowizję!.

## Życie prywatne
Mieszkała w Enfield w Londynie razem z Halukiem Cemalem, który ma turecko-cypryjskie korzenie. Z tego małżeństwa ma dwie córki, Jasmine i Saidę. W 2015 rozstała się z mężem.

## Dyskografia

### Albumy studyjne
| Rok  | Dane dot. albumu                                                                                       |
| ---- | --- |
| 2012 | Play With Me - Wydany: 11 sierpnia 2012 - Wytwórnia: Baku Music Factory - Format: CD, digital download |

### Single
| Rok                                                      | Tytuł                                               | Najwyższe pozycje na listach | Najwyższe pozycje na listach | Najwyższe pozycje na listach | Najwyższe pozycje na listach | Najwyższe pozycje na listach | Najwyższe pozycje na listach | Najwyższe pozycje na listach | Najwyższe pozycje na listach | Album        |
| Rok                                                      | Tytuł                                               | AUT                          | BEL                          | GER                          | IRE                          | NL                           | SVK                          | SWI                          | UK                           | Album        |
| -------------------------------------------------------- | --------------------------------------------------- | ---------------------------- | ---------------------------- | ---------------------------- | ---------------------------- | ---------------------------- | ---------------------------- | ---------------------------- | ---------------------------- | ------------ |
| 2011                                                     | „Running Scared” (i Eldar Qasımov)                  | 22                           | 37                           | 33                           | 41                           | 59                           | 50                           | 11                           | 61                           | Play With Me |
| 2011                                                     | „Crush On You”                                      | –                            | –                            | –                            | –                            | –                            | –                            | –                            | –                            | Play With Me |
| 2012                                                     | „Qal” („Stay”) (i Miri Yusif)                       | –                            | –                            | –                            | –                            | –                            | –                            | –                            | –                            | –            |
| 2012                                                     | „Come Into My World” (i Dima Biłan)                 | –                            | –                            | –                            | –                            | –                            | –                            | –                            | –                            | Play With Me |
| 2012                                                     | „Play With Me”                                      | –                            | –                            | –                            | –                            | –                            | –                            | –                            | –                            | Play With Me |
| 2012                                                     | „One With The Music”                                | –                            | –                            | –                            | –                            | –                            | –                            | –                            | –                            | Play With Me |
| 2012                                                     | „Sevdiyimə nifrət edirəm” („I hate the one I love”) | –                            | –                            | –                            | –                            | –                            | –                            | –                            | –                            | –            |
| „–” oznacza, że singel nie był notowany na danej liście. |                                                     |                              |                              |                              |                              |                              |                              |                              |                              |              |